# Ацо Пејовић 2010
Ацо Пејовић 2010 је шести студијски албум Аце Пејовића који је издат 2010. године за „Гранд продукцију“.

## Обраде
- 2. Мало је (оригинал: Vasilis Karras - Allothi)
- 8. Иди (оригинал: Nikos Kourkoulis – Spasta)